# Lampeto
Nella mitologia greca, Lampeto è un eroe dell'isola di Lesbo, ucciso da Achille.

## Il mito
Lampeto, figlio di Iro, crebbe a Metimna, sull'isola di Lesbo, dove sembra che regnò insieme a due invincibili guerrieri, Icetaone e Ipsipilo, figli di Lepetinno. Al tempo della guerra di Troia, Achille attaccò l'isola, mettendo a ferro e fuoco le città della regione, senza riuscire però a saccheggiare Metimna, i cui abitanti, sostenuti da Lampeto, resistevano validamente ai suoi attacchi.
Solo grazie al tradimento della figlia del re, Pisidice, innamorata di Achille, l'eroe riuscì a penetrare nella città, dove sgozzò senza pietà Lampeto, Icetaone ed Ipsipilo. Pisidice, che aveva fatto entrare il nemico in cambio di una promessa di matrimonio, venne brutalmente respinta e lapidata dai Mirmidoni.